# Herbert Ashford
Herbert Edwin Ashford (18 tháng 12 năm 1896 – tháng 9 năm 1978) là một tiền vệ cánh trái người Anh thi đấu ở Football League cho Queens Park Rangers.

## Sự nghiệp thi đấu
| Câu lạc bộ          | Mùa giải            | Giải đấu                       | Giải đấu | Giải đấu | Cúp quốc gia | Cúp quốc gia | Tổng | Tổng |
| Câu lạc bộ          | Mùa giải            | Hạng đấu                       | Trận     | Bàn      | Trận         | Bàn          | Trận | Bàn  |
| ------------------- | ------------------- | ------------------------------ | -------- | -------- | ------------ | ------------ | ---- | ---- |
| Brentford           | 1919–20             | Southern League First Division | 9        | 0        | 0            | 0            | 9    | 0    |
| Queens Park Rangers | 1920–21             | Third Division                 | 5        | 0        | 0            | 0            | 5    | 0    |
| Queens Park Rangers | 1921–22             | Third Division South           | 5        | 0        | 0            | 0            | 5    | 0    |
| Queens Park Rangers | Tổng                | Tổng                           | 10       | 0        | 0            | 0            | 10   | 0    |
| Ayr United          | 1923–24             | Scottish League First Division | 2        | 0        | 0            | 0            | 2    | 0    |
| Tổng cộng sự nghiệp | Tổng cộng sự nghiệp | Tổng cộng sự nghiệp            | 21       | 0        | 0            | 0            | 21   | 0    |